# في انتظار الرجال
في انتظار الرجال (بالفرنسية: En attendant Les hommes)‏ هو فيلم وثائقي بلجيكي- سنغالي للمخرجة كاتي لينا ناديي ؛ تم عرضه في 2007.
تدور أحداث الفيلم في مدينة ولاته بموريتانيا علي أطراف الصحراء الكبري و يحكي الفيلم عن ثلاث سيدات يرسمن ويزينن جدران البيوت في المدينة. في مجتمع تسود فيه ظاهرياً العادات والدين و الرجال، تعبر هؤلاء السيدات عن أنفسهن وعن رأيهن في العلاقة بين الرجال والنساء بحرية مثيرة للدهشة.

## روابط خارجية
- في انتظار الرجال على موقع IMDb (الإنجليزية)
- في انتظار الرجال على موقع فيلمافينيتي (الإسبانية)
- في انتظار الرجال على موقع قاعدة بيانات الفيلم (الإنجليزية)
- في انتظار الرجال على موقع ليتربوكسد (الإنجليزية)
- في انتظار الرجال على موقع كينوبويسك (الروسية)